# Woyzeck
Woyzeck är en teaterpjäs skriven av Georg Büchner (1813–1837). Verket var ofullbordat vid hans död, men verket har blivit postumt "fullbordat" av ett antal författare, utgivare och översättare. Woyzeck har blivit en av de mest framförda och inflytelserika pjäserna i den tyskspråkiga teaterrepertoaren.
Büchner började troligen att skriva på pjäsen mellan juni och september 1836. Vid tiden för Büchners tidiga död 1837, var pjäsen fortfarande i ett fragmentärt skick. Woyzeck publicerades första gången 1879 i en starkt omarbetad version av Karl Emil Franzos. Den fick sitt uruppförande 8 november 1913 på Residenztheater i München.
Woyzeck handlar om avhumaniserande effekter av doktorer, militär och kvinnor på en ung mans liv. Den ses ofta som arbetarklasstragedi, men den är svår att kategorisera. Den baseras löst på den sanna historien om Johann Christian Woyzeck, en perukmakare från Leipzig. I ett anfall av svartsjuka mördade han 1821 Christiane Woost, en änka med vilken han var sambo. Han blev senare hängd för brottet.
Woyzeck är en kommentar både över sociala villkor och fattigdom. Kaptenen, som står högre på den sociala skalan, anser att Woyzeck brister i moral - särskilt i scenen där Woyzeck rakar honom. Kaptenen kopplar samman moral med välstånd och status. Han menar att Woyzeck inte kan ha moral i och med att han är fattig.
Det är doktorns och kaptenens utnyttjande av Woyzeck som slutligen får honom att gå över gränsen.
Woyzeck sattes 1969 upp på Dramaten av Ingmar Bergman. Uppsättningen fick stor uppmärksamhet och Sällskapet Bokvännerna gav 1970 ut Per Erik Wahlunds översättning med illustrationer av konstnären Torsten Billman (24 träsnitt).
Woyzeck har framförts i många skilda versioner, som opera (under namnet Wozzeck) med musik av Alban Berg, som film regisserad av Werner Herzog, och som musikal av Robert Willson och Tom Waits. Nick Cave har dessutom skrivit skådespelsmusik för en isländsk produktion.